# Alter Hof

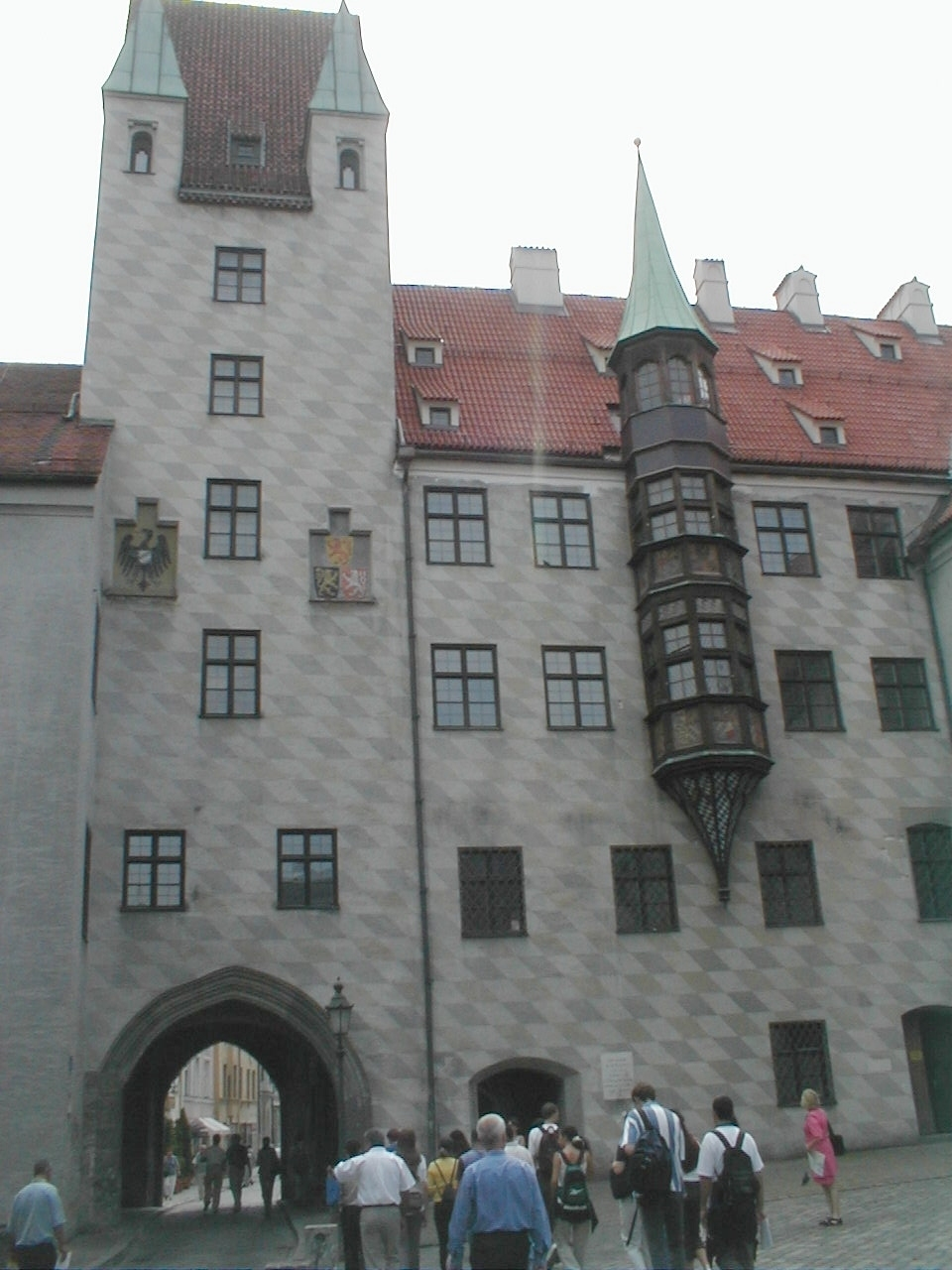
Ala oeste (Burgstock) do Alter Hof.

O Alter Hof (Corte Velha), antigamente também chamado de Alte Veste, é a antiga residência imperial de Luís IV da Baviera no centro de Munique. Consiste em cinco alas: Burgstock, Zwingerstock, Lorenzistock, Pfisterstock e Brunnenstock. Ligado por um arco no lado norte do Alter Hof fica o Alte Münze, que em tempos serviu como câmara de arte ducal e estábulos.

## História

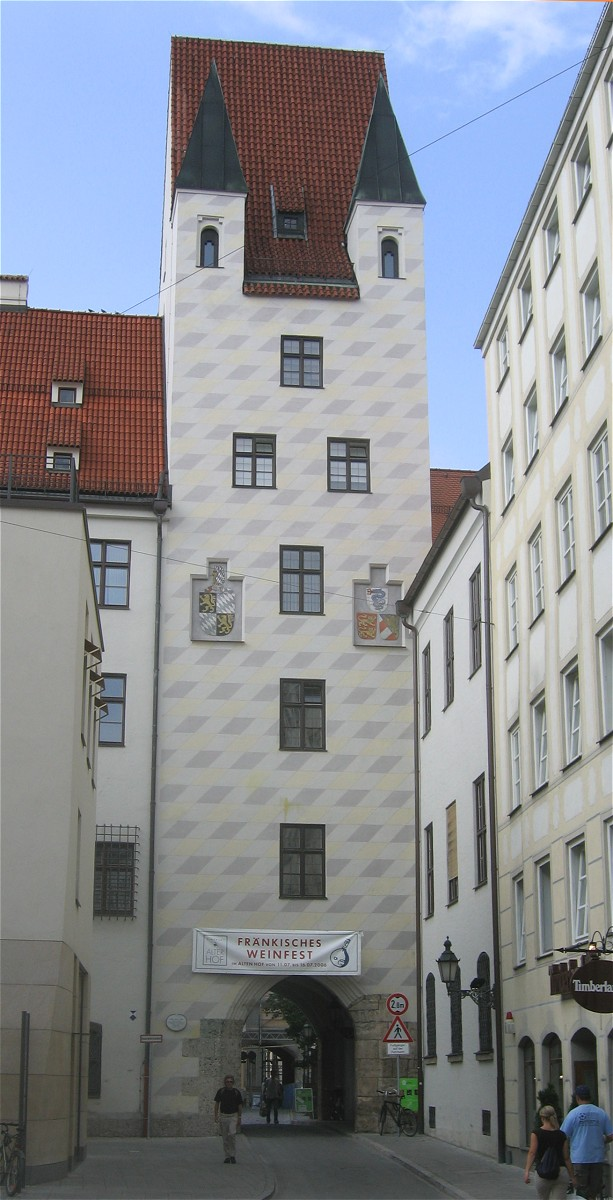
Torre do Burgstock.

Escavações arqueológicas mostraram que o castelo já existia no século XII. Depois da primeira partição da Baviera, em 1255, o Alter Hof tornou-se na residência de Luís II da Baviera, no extremo nordeste da cidade de então. O castelo foi a primeira residência imperial permanente no Sacro Império Romano-Germânico sob o seu filho, Luís IV, Sacro Imperador Romano-Germânico.
A Capela de São Lourenço, no lado norte, a qual foi demolida no século XIX, alojou em tempos a Regalia Imperial. O Alter Hof serviu de residência à família soberana da Baviera entre os século XIII e XV. Depois da algumas revoltas, o castelo tornou-se demasiado inseguro e os Wittelsbach mudaram-se para a Residência de Munique. A partir do século XV, o castelo foi apenas sede de vários departamentos governamentais, entre os quais o Instituto de Aposentadoria (Rentamtes) e as autoridades financeiras (Finanzbehörden).
As alas oeste tardo-góticas (o Burgstock com a sua torre e a sua decorada janela saliente e o Zwingerstock), alteradas sob o Duque Sigismundo, têm sido preservadas. Depois de grandes destruições causadas pela Segunda Guerra Mundial, o castelo foi reconstruído na década de 1950 de forma simples. Partes do complexo - Lorenzistock, Pfisterstock e Brunnenstock - od sois últimos completamente demolidos, foram reconstruídas para servir como gabinetes e apartamentos de luxo em 2005/2006. O castelo também aloja um centro de informação sobre os castelo bávaros .

## Descrição

### Edifícios reabilitados
Entretanto, os dois edifícios particularmente valiosos do Alten Hof, preservados historicamente, o Burgstock e o Zwingerstock – ambos monumentos protegidos - foram tomados ao cuidado do Estado Livre da Baviera.
No Burgstock encontra-se uma janela saliente gótica pela qual, segundo a lenda, um macaco da menagerie ducal sequestrou o pequeno Luís da Baviera e só depois de muita persuasão o trouse de volta para o castelo. No Burgstock estão alojados o museu central e o gabinete de informação dos castelos do Estado (o infopoint museen & schlösser in bayern) e, desde Maio de 2007, a exposição Münchner Kaiserburg ("Castelo Imperial de Munique"), uma apresentação multimédia sobre o Alten Hof e a história da cidade de Munique, com entrada gratuita nos dias de semana e sábados das 10 às 18. O Alten Hof recebeu o prémio Fassadenpreis der Landeshauptstadt München 2004 pela renovação sofrida.

### Edifícios reconstruídos
Os edifícios Lorenzistock, Pfisterstock e Brunnenstock foram reconstruídos em 2001 por um investidor privado. Os dois últimos (Alter Hof 5 e 6) demolidos e erguidos de novo de acordo com os planos do gabinete de arquitectura Auer+Weber+Assoziierte, enquanto o Lorenzistock foi reconstruído segundo projectos do Professor Peter Kulka. Foi muito debatido em público até que ponto seria útil a concessão de direitos de construção aos investidores privados num prédio desta importância. Além disso, os edifícios concluídos foram obervados com muita polémica aos olhos do público. os novos edifícios receberam o prémio Preis für Stadtbildpflege der Stadt München 2008.
Na parte ocidental do complexo, virada para a Dienerstraße, a Manufactum opera a sua loja de departamentos em Munique e existe um gabinete do Google. Da mesma forma, está ali sediado o restaurante gourmet "Vinorant". Na parte oriental, voltada para a Sparkassenstraße, existe desde 2006 uma estação de correios como recurso da estação principal na Residenzstraße.